# Socorro Trejo Sirvent
Socorro Trejo Sirvent es una poeta, narradora y crítica literaria mexicana, ganadora del premio Chiapas en el año 2018, en la categoría de artes entregado a personajes destacados en las ciencias y las artes.

## Trayectoria
Estudió periodismo y comunicación colectiva, en la Facultad de Ciencias Políticas y Sociales de la UNAM. Tomó un diplomado de periodismo cultural en la Universidad del Claustro de Sor Juana. 
Fue fundadora de El Shuti;  jefa del departamento de Casas de la Cultura, y directora de Culturas Populares en la Secretaria de Educación en Chiapas. Además de ello, fue jefa del departamento de Comunicación Académica y presidenta del SCM.
Fundó la Asociación Cultural Independiente Romualdo Moguel, al mismo tiempo que, incursiono, en una asociación enfocada en la peña literaria de Xinachtli en conjunto con el grupo de escritoras de Juana de Asbaje.

Al recibir el premio Chiapas, mencionó:
La poesía es una luz que me sigue y que yo sigo a todas partes, ella se convirtió en una especie de amiga y confidente, ella explora los paisajes más íntimos del ser humano… el poeta tiene la mágica misión de usar la palabra como herramienta de trabajo, así se encuentra con la hoja en blanco y la hace hablar.
Se ha desempeñado en el ámbito académico y ha gestado diversos congresos en Chiapas sobre el estudio de la literatura femenina y chiapaneca, y de la misma manera ha participado en festivales de poesía.
Impulso la inclusión de las mujeres en encuentros y tertulias literarias en el estado de Chiapas.
Por su trayectoria, fue homenajeada en el Centro Cultural del Carmen, en la 3er Edición del Festival María Tristeza que se llevó a cabo en San Cristóbal de las Casas. 

## Obras
En sus obras poéticas, destaca el erotismo, la denuncia social, el amor y la naturaleza.
Sus textos han sido traducidos al francés por Claude Couffon, que terminaron siendo publicados en el libro Poetas de Chiapas en París.
Algunos de los periódicos, en los cuales colaboró, fueron El Heraldo de México y el Excélsior.
Publicó el libro La señal de la Noche por parte de la UNAM, en el año 2000.
Sus poesías destacadas fueron: 
- Taller Leñateros, 1995.
- Música de siglos, UNACH, 1995.
- Oleajes, La Tinta del Alcatraz, Toluca, 1995.
- Universo Poético de Chiapas. Itinerario del siglo XX".  Antología de mujeres y hombres que nacieron y crecieron en algún lugar de Chiapas.[6]